# Besserungsstück
Das Besserungsstück ist ein Genre des Alt-Wiener Volksstückes. Seine Blütezeit erlebte es Anfang des 19. Jahrhunderts mit über 30.000 Aufführungen allein in den Wiener Vorstadttheatern.

## Charakterisierung
Im Zentrum der Handlung steht ein Mensch, der sich aus Dummheit, Unzufriedenheit oder Vermessenheit nicht der gesellschaftlichen oder göttlichen Ordnung fügt. Seine Besserung erfolgt durch Prüfungen und Schicksalsschläge. Häufig greifen übernatürliche Wesen wie Feen und Zauberer in das Geschehen ein, was sowohl für größere Anschaulichkeit als auch für Unterhaltung sorgen soll. Das Besserungsstück hat immer ein glückliches Ende: die Eingliederung in gutbürgerliche Verhältnisse. Die Besserung der Hauptfigur soll sich durch Identifikation auf das Publikum, das meist aus den unteren Gesellschaftsschichten stammt, übertragen.
Das Besserungsstück ist noch stark im religiösen Empfinden des Barocks verankert. Es hat Vorläufer in den spätmittelalterlichen Moralitäten oder dem jesuitischen Schuldrama. Das modernere Theatermelodram, in dem sich ein Protagonist bloß bessert, hat dagegen eine streng rationale Handlung, in der sich die Besserung durch Schuldnachweis anhand von detektivischem Kombinieren und die Einsicht in eine Rechtsordnung einstellt.

## Höhepunkt
Herausragende Vertreter des Besserungsstücks sind Josef Alois Gleich, Carl Meisl und Adolf Bäuerle, Vertreter des Alt-Wiener Volkstheaters. Ferdinand Raimund bringt das Besserungsstück zu einem letzten Höhepunkt (Der Verschwender, 1834), indem er die komödiantischen Momente zugunsten der pathetischen reduziert.
Johann Nestroy stellt in seiner Posse Der böse Geist Lumpacivagabundus oder das liederliche Kleeblatt (1833) die angestrebte Besserung der Menschen als illusorisch und künstlich bloß und stellte damit die Moral des Besserungsstücks als veraltet heraus.

## Nachklänge im 20. Jahrhundert
Eine erfolgreiche Erneuerung des Besserungsstücks im 20. Jahrhundert ist Ferenc Molnárs Liliom (1909). Auch im Stummfilm im ersten Viertel des 20. Jahrhunderts sind Besserungsstücke mit biblischem Hintergrund wie Sodom und Gomorrha (1922) von Michael Curtiz populär.
Ödön von Horváth verneint in seinem Volksstück Geschichten aus dem Wiener Wald (1931) die Möglichkeit einer Besserung, indem sie durch Stagnation der Protagonisten verhindert wird. In Bertolt Brechts Die Dreigroschenoper (1928) wird ein unverbesserlicher Held wie im Besserungsstück wundersam gerettet.